# Cyd Charisse
Tula Ellice Finklea (ur. 8 marca 1922 w Amarillo, zm. 17 czerwca 2008 w Los Angeles) – amerykańska aktorka i tancerka. Odznaczona Narodowym Medalem Sztuki.

## Filmografia
- Something to Shout About (1943)
- Mission to Moscow (1943)
- Thousands Cheer (1943)
- Rewia na Broadwayu (1945)
- Dziewczęta Harveya (1946)
- Three Wise Fools (1946)
- Burzliwe życie Kerna (1946)
- Fiesta (1947)
- Taniec nieukończony (The Unfinished Dance) (1947)
- On an Island with You (1948)
- The Kissing Bandit (1948)
- Słowa i muzyka (1948)
- East Side, West Side (1949)
- Tension (1950)
- Mark of the Renegade (1951)
- Deszczowa piosenka (1952)
- The Wild North (1952)
- Sombrero (1953)
- Wszyscy na scenę (1953)
- Easy to Love (1953) (Cameo)
- Brigadoon (1954)
- Deep in My Heart (1954)
- Zawsze jest piękna pogoda (1955)
- Meet Me in Las Vegas (1956)
- Jedwabne pończoszki (1957)
- Twilight for the Gods (1958)
- Party Girl (1958)
- Black Tights (1960)
- Five Golden Hours (1961)
- Something's Got to Give (1962, niedokończony film)
- Dwa tygodnie w innym mieście (1962)
- Assassination in Rome (1965)
- The Silencers (1966)
- Maroc 7 (1967)
- Film Portrait (1973)
- Won Ton Ton, the Dog Who Saved Hollywood (1976)
- Warlords of Atlantis (1978)
- Private Screening (1989)
- To jest rozrywka! III (1994)